# San Pedro el Alto, Temascalcingo
San Pedro el Alto är en småstad i kommunen Temascalcingo i delstaten Mexiko i Mexiko. Samhället hade 2 121 invånare vid folkräkningen 2020 och var kommunens femte folkrikaste ort.